# Argyll
Argyll, en lengua arcaica Argyle (Earra-Ghàidheal en gaélico moderno), es una región de la zona Oeste de Escocia y correspondiente a la antigua Dál Riata. Puede este término ser usado para señalar toda la línea costera entre Mull of Kintyre y el cabo Wrath. El autor de principios del siglo XIII, que escribió De Situ Albanie explica que «el nombre Arragathel significa el límite de los escoces o irlandeses», porque ellos eran generalmente denominados Gattheli [=Gaels], desde sus tiempos antiguos por su caudillo Gaithelglas. Argyll fue también un obispado durante la Edad Media, con su catedral en Lismore, pero después fue convertido en Earldom (parecido a un «ducado» en la tradición anglosajona y escandinava) y más adelante en Ducado de Argyll.
En la actualidad Argyll es un condado.
Fue una vez región en el sentido político de la palabra; sin embargo, en la actualidad forma parte del área condal unitario de Argyll y Bute.

## Condado y sus distritos

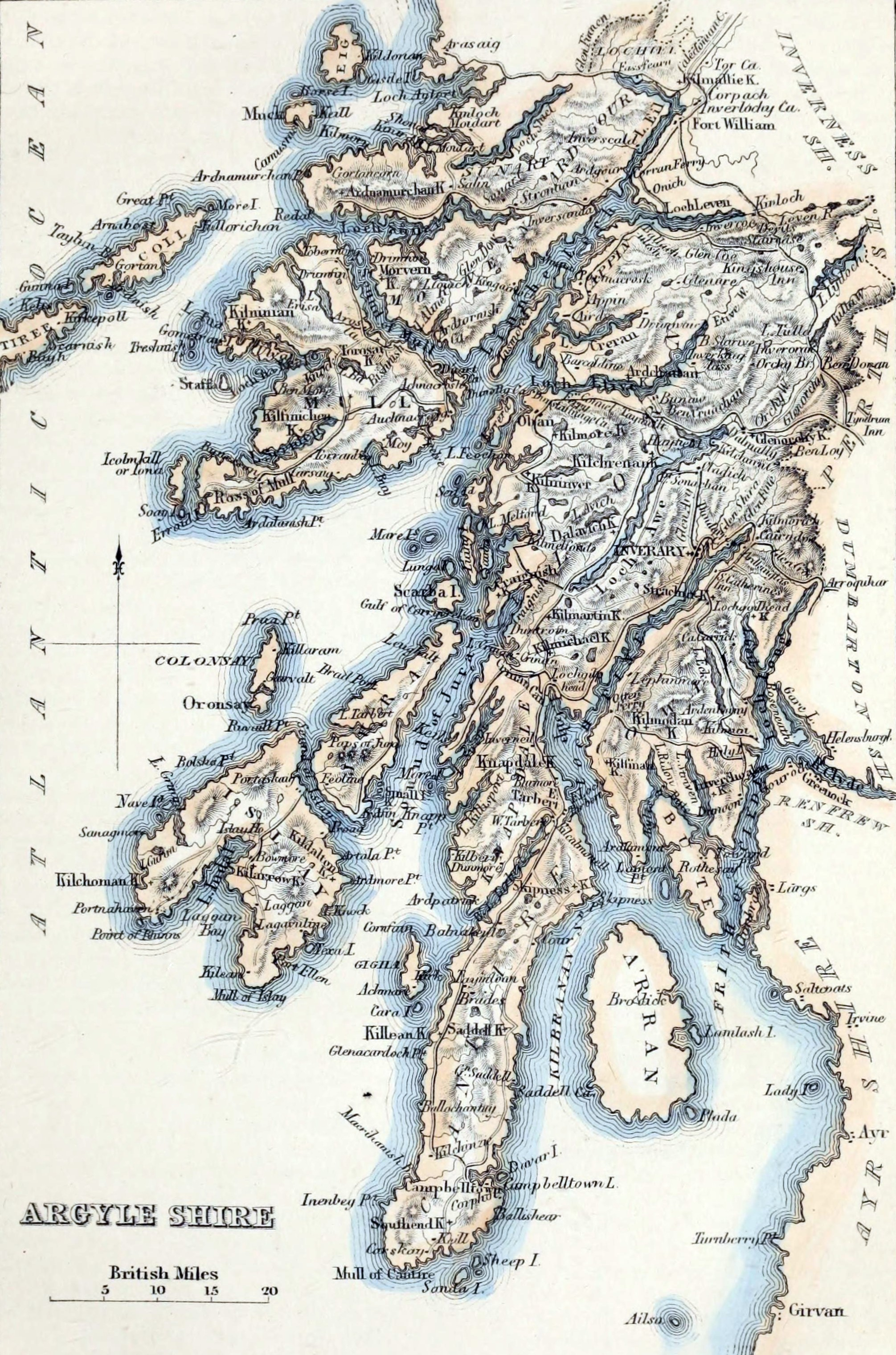
«The Imperial gazetteer of Scotland»; vol. I. por John Marius Wilson

Fue un condado escocés hasta 1975, cuando estos fueron abolidos. En los tiempos que fue abolido, el condado aparecía con límites en los mapas. Por esto se le conocía como Argyllshire. Los condados vecinos de Argyll eran Inverness-shire, Perthshire, Dunbartonshire, Renfrewshire, Ayrshire y Bute.
La capital histórica del condado es Inveraray, que sigue siendo sede del Duque de Argyll. Lochgilphead también demandó ser la ciudad principal del condado y sede de gobierno de este a partir del siglo XIX. Otros lugares del antiguo condado eran Oban, Campbeltown, Dunoon e Inveraray.
Ardnamurchan, Sunart, Ardgour y Morvern, el norte de Loch Linnhe y la isla Mull formaban parte del viejo condado. Las islas pequeñas eran tradicionalmente parte del condado, pero por propósitos administrativos fueron transferidas a Inverness-shire en 1891, y ahora están dentro del Highland Council Area, la región que está ubicada al norte de Argyll.
En 1975 Argyll se convirtió en un distrito del gobierno local de la región de Strathclyde, pero los límites fueron alterados para incluir Bute, una antigua parte del condado, y para excluir un área que quedó para el Highland. En 1966 el distrito llegó a unirse como «Argyll and Bute» con un cambio que incluía el distrito de Dumbarton, que antes pertenecía a Strathclyde.
En 1996 se creó un nuevo consejo unitario de área de Argyll y Bute, con un cambio en las fronteras que incluían parte del antiguo distrito de Dumbarton.

## Distrito electoral
Existió un distrito electoral del Parlamento de Gran Bretaña a partir de 1708 hasta 1801 y uno del Parlamento del Reino Unido desde 1801 a 1983 (renombrado Argyll en 1950). Se creó el distrito electoral de Argyll y Bute cuando se abolió definitivamente el distrito electoral de Argyll.

## Residentes ilustres
- Patrick MacKellar, (1717-1778), nació en Argyllshire, ingeniero militar, consideredo el ingeniero más competente de América.[1]